# 岡本三成
岡本 三成（おかもと みつなり、1965年〈昭和40年〉5月5日 - ）は、日本の政治家。公明党所属の衆議院議員（5期）、公明党政務調査会長。
シティバンク、ゴールドマン・サックス証券を経て、2012年に衆議院議員に初当選。外務大臣政務官、財務副大臣、衆議院経済産業委員長などを歴任した。

## 経歴

### 生い立ち
1965年（昭和40年）5月5日、佐賀県鳥栖市に4人兄弟の末っ子として生まれる。中学時代は野球部に所属。中学卒業後は佐賀県立鳥栖高等学校に進学し、バンド活動でギターとボーカルを担当した。
1989年（平成元年）、創価大学経営学部を卒業。在学中はイギリス・スコットランドのグラスゴー大学に留学した。

### 金融業界
1989年（平成元年）、シティバンクに入社。世界9万人の行員の中から2名だけ選ばれる「社長賞」を受賞したこともある。この「社長賞」は「フェニックス・アワード」と呼ばれ、一年の上半期と下半期にそれぞれ1名ずつ選ばれるものだった。
1998年（平成10年）に、アメリカ合衆国イリノイ州エバンストンのノースウェスタン大学経営大学院（現：ケロッグ経営大学院）でMBAを取得したのち、ゴールドマン・サックス証券に勤務。2005年（平成17年）には同社執行役員に昇格する。同社がドナルド・トランプの不動産企業と取引していた関係で、トランプやその部下とやり取りしたこともあった。

### 衆議院議員
2011年（平成23年）、公明党の幹部から衆議院議員総選挙への立候補を打診される。突然の打診に当初は戸惑ったものの、2001年（平成13年）のアメリカ同時多発テロ事件発生時に政治の重要性を認識したことを思い返し、政界への転身を決意した。
2012年（平成24年）12月、公明党公認で第46回衆議院議員総選挙に比例北関東ブロックから立候補し、初当選する。2013年（平成25年）3月、衆議院財務金融委員会で初質問に立ち、2013年度予算を早期に成立させる必要性を訴えた。
2014年（平成26年）12月、公明党公認で第47回衆議院議員総選挙に比例北関東ブロックから立候補し、2期目として再選される。
2017年（平成29年）8月、第3次安倍第3次改造内閣にて外務大臣政務官に就任。「公明党出身の政務官として中道主義の哲学を礎とし、生命尊重の理念に立脚した人間主義の対話外交を実践する」と抱負を語った。
2017年（平成29年）10月、公明党公認で第48回衆議院議員総選挙に比例北関東ブロックから立候補し、3選を果たす。

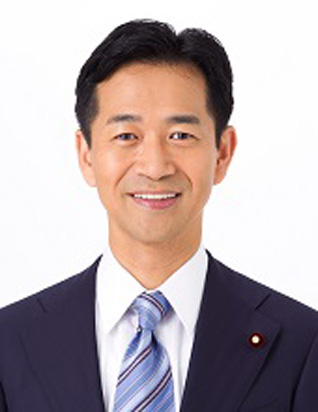
外務大臣政務官就任時に公表された肖像（2017年撮影）

同年11月、第4次安倍内閣にて外務大臣政務官に再任。2018年（平成30年）6月には、外務大臣政務官として経済産業大臣世耕弘成、2025日本万国博覧会誘致委員会会長榊原定征、大阪府知事松井一郎、関西経済連合会会長松本正義らとパリを訪れ、2025年万国博覧会の大阪招致構想実現のためのプレゼンテーションに参加した。
2019年（令和元年）5月、次期衆議院議員総選挙において太田昭宏の後継として東京12区に鞍替えすることが決定する。2021年（令和3年）10月、公明党公認・自由民主党推薦で第49回衆議院議員総選挙に東京12区から立候補し、4選を果たす。
2021年（令和3年）11月11日、第2次岸田内閣にて財務副大臣に就任。就任時の記者会見では「所管として税制改正、財政投融資、国債や国有財産の活用などに対応するよう指示をいただいた。厳しい財政状況のなかでも、経済再生と財政健全化の両輪を前に進めたい」と抱負を語った。
2023年（令和5年）1月25日、衆議院小選挙区の区割りの変更に伴い、次回の総選挙は新東京29区から立候補することが発表された。

### 公明党政調会長
2024年（令和6年）9月、公明党政務調査会長に就任する。同年10月には、政界引退を表明した高木陽介の後任として公明党東京都本部代表に選出された。
同年10月、公明党公認・自由民主党推薦で第50回衆議院議員総選挙に東京29区から立候補し、5選を果たす。

## 政策
- アベノミクスを評価する[24]。
- 首相は靖国神社に参拝すべきでないと考える[24]。
- 村山談話・河野談話を引き継ぐべきだと考える。
- ヘイトスピーチを法律で規制することに賛成[25]。
- 選択的夫婦別姓制度導入に賛成[26][27]。
- 非核三原則を見直すことに反対[28]。

## 活動
- 2015年2月の衆議院予算委員会で日本政策金融公庫の延滞金利息が高利になっていることを指摘し、早急な引き下げを要請した。財務省による調整の結果、2016年4月1日の借入から引き下げが実施され、延滞金利息は国税滞納金利と同率の最低金利となった[29]。
- 2015年2月の衆議院予算委員会で「積極的平和主義と叫ぶなら、難民に対する教育支援こそ日本主導で実施するべきだ」と内閣総理大臣安倍晋三に直訴し、難民を国費留学生として日本に迎え入れるよう提案した[30]。中東難民キャンプを視察するなどして実現に向けて取り組んだ結果、安倍内閣は2017年から5年間で留学生150人を受け入れる方針を表明し、2018年からはシリア難民留学生の家族を含む300人を受け入れる方針を表明した[29]。
- 2019年に当事者から相談を受けたことを機に、交通系ICカード（Suica・PASMO）に身体・知的障害者割引を適用するよう政府に働きかけていく。2023年3月、JR東日本などの鉄道・バス各社は交通系ICカードでの障害者割引を開始した[PR 1]。さらに精神障害者についても割引の対象とするよう政府に求め、2024年4月、鉄道・バス各社は運賃割引制度を精神障害者にまで拡大することを発表した[PR 2]。
- 2020年2月の衆議院予算委員会で質問に立ち、聴覚障害者の国際スポーツ大会・デフリンピックの東京招致を政府として後押しするよう内閣総理大臣安倍晋三に要請した。公明党2025年デフリンピック支援委員長に就任して取り組みを進め[31]、2022年9月、デフリンピック東京大会が2025年に開催されることが決定した[PR 3]。
- 2020年10月に掲載された『人民日報海外版日本月刊』のインタビューにおいて、「日本と中国はこれからもっと仲良くしていかなければいけません」「民間の交流を長く続けていくことが大切です」と述べた[32]。

## 現在の役職

### 公明党
- 政務調査会長
- 東京都本部代表

## 過去の役職

### 内閣
- 財務副大臣（第2次岸田内閣）
- 外務大臣政務官（第3次安倍第3次改造内閣・第4次安倍内閣）

### 衆議院
- 経済産業委員長
- 内閣委員会理事
- 外務委員会理事
- 国土交通委員会委員
- 原子力問題調査特別委員会委員
- 予算委員会委員
- 消費者問題に関する特別委員会委員
- 科学技術・イノベーション推進特別委員会理事
- 海賊行為への対処並びに国際テロリズムの防止及び我が国の協力支援活動等に関する特別委員会委員

### 公明党
- 東京都本部代表代行
- 東京都本部副代表
- 国際局長
- 宣伝局長
- 国会対策副委員長
- 外交安全保障調査会事務局次長
- 外交部会長代理
- 青年局次長

## 選挙歴
| 当落 | 選挙                   | 執行日         | 年齢 | 選挙区       | 政党   | 得票数     | 得票率 | 定数 | 得票順位 /候補者数 | 政党内比例順位 /政党当選者数 |
| ---- | ---------------------- | -------------- | ---- | ------------ | ------ | ---------- | ------ | ---- | ------------------ | ---------------------------- |
| 当   | 第46回衆議院議員総選挙 | 2012年12月16日 | 47   | 比例北関東   | 公明党 |            |        | 20   | /                  | 2/3                          |
| 当   | 第47回衆議院議員総選挙 | 2014年12月14日 | 49   | 比例北関東   | 公明党 |            |        | 20   | /                  | 2/3                          |
| 当   | 第48回衆議院議員総選挙 | 2017年10月22日 | 52   | 比例北関東   | 公明党 |            |        | 19   | /                  | 2/2                          |
| 当   | 第49回衆議院議員総選挙 | 2021年10月31日 | 56   | 東京都第12区 | 公明党 | 10万1020票 | 39.88% | 1    | 1/3                | /                            |
| 当   | 第50回衆議院議員総選挙 | 2024年10月27日 | 59   | 東京都第29区 | 公明党 | 6万100票   | 33.22% | 1    | 1/5                | /                            |

## 栄典
- ホンジュラス：フランシスコ・モラサン勲章銀プラカ大十字章 - （2018年）

## 所属団体・議員連盟
- 東京オリンピック・パラリンピックに向けて受動喫煙防止法を実現する議員連盟（幹事）[33][34]

## 著書
- 『逆転の創造力』（2020年3月、潮出版社） ISBN 978-4267022159

## 報道
- 2018年6月11日に開催された「衆議院議員岡本三成君を励ます会」について、本人の資金管理団体「三成会」の報告書に収支が記されていないと「文春オンライン」で報じられた[35]。また、同サイトによると、2019年11月15日開催の「岡本三成君を励ます会」についても、本人が関係するどの団体の収支報告書にも記載がなかった[35]。取材に対し、岡本事務所は、政治団体ではなく任意団体が主催したものであるため、収支等を報告するには及ばないと回答した[35]。

### 一次資料
1. ↑  “交通系ICカード（Suica、PASMO）の障害者割引適用を実現”. 衆議院議員 岡本みつなり 公式ホームページ (2023年3月14日). 2024年11月4日閲覧。
2. ↑  “JRなど鉄道各社の運賃割引制度を精神障がい者までの拡大を実現”. 衆議院議員 岡本みつなり 公式ホームページ (2024年4月11日). 2024年11月4日閲覧。
3. ↑  “2025年デフリンピック東京大会誘致を実現”. 衆議院議員 岡本みつなり 公式ホームページ (2022年9月14日). 2024年11月4日閲覧。